# Côte de la Croix Jubaru
Côte de la Croix Jubaru is een heuvel nabij Doornik (Frans: Tournai) in de Belgische provincie Henegouwen. Ze ligt vlak bij de beklimming van de Mont-Saint-Aubert. De helling is genoemd naar Armand Jubaru die op 14 juli 1897 op 26-jarige leeftijd in de afdaling dodelijk ten val kwam. In 1985 werd de Côte de la Croix Jubaru als eerste officiële col erkend door de internationale Club des Cent Cols, dit op initiatief van de wielertoeristen van de Club Union Audax uit Doornik.

## Wielrennen
De helling wordt vaker opgenomen in de Eurométropole Tour. Tevens wordt ze beklommen in de Triptique des Monts et Chateaux.
De helling wordt ook beklommen in de Grinta! Challenge - La Tournay voor wielertoeristen. Ook zit ze in de bewegwijzerde Route des Collines voor recreatieve fietsers.